# Carlo Favre
Carlo Favre (* 2. Februar 1949 in Nus) ist ein ehemaliger italienischer Skilangläufer.
Favre, der für den G.S. Forestale startete, belegte bei den Olympischen Winterspielen 1972 in Sapporo den 24. Platz über 15 km und zusammen mit Elviro Blanc, Renzo Chiocchetti und Ulrico Kostner den neunten Platz mit der Staffel. Bei den Nordischen Skiweltmeisterschaften 1974 in Falun lief er auf den 43. Platz über 15 km, auf den 40. Rang über 30 km und auf den achten Platz mit der Staffel. Letztmals international startete er bei den Olympischen Winterspielen 1976 in Innsbruck. Dort nahm er am 50-km-Lauf teil, welchen er aber vorzeitig beendete. Bei italienischen Meisterschaften siegte er jeweils zweimal über 30 km (1973, 1974) und 50 km (1972, 1974).